# 華興里 (臺北市)
華興里為台灣台北市文山區轄下一里，屬木柵次分區。

## 沿革
本地舊稱溝子口，原意為河溝出水口。因昔日此處多埤塘，地勢則由東南向西北傾斜，故木柵、馬明潭等地的水流皆會由此處流向本地，故得名。
1742年（清乾隆七年），泉州人周黃清、周色智等人到溝子口開墾。乾隆年間本地隸屬霧里薛內湖庄，至同治年間改為內湖庄所轄。
直至1895年（明治28年），日治時期調整行政區劃，改制為台北縣文山堡內湖庄，1901年（明治34年）時劃入新設立的深坑廳，1920年（大正9年）改制為臺北州文山郡深坑庄內湖(大字)溝子口(小字)。
戰後，中華民國調整行政區劃，本地改制為台北縣深坑鄉中興村，至1968年（民國57年）木柵鄉併入台北市，由中興村改置華興、肇興、試院三里。至1990年（民國79年）台北市行政區劃調整時，與肇興里合併，改為台北市文山區華興里至今。

## 里界
- 東至：木柵路二段2巷與明義里為鄰
- 西至：試院路與試院里毗鄰
- 南至：景美溪與新店區為界，下崙路與樟林里為界
- 北至：至景美山與景東里、興安里、興得里為界